# Kanada na Zimowych Igrzyskach Olimpijskich 1980
Kanadę na Zimowych Igrzyskach Olimpijskich 1980 reprezentowało 59 zawodników: 41 mężczyzn i 18 kobiet. Był to trzynasty start reprezentacji Kanady na zimowych igrzyskach olimpijskich.

## Zdobyte medale
| Medal  | Zawodnik        | Dyscyplina            | Konkurencja             | Rezultat    |
| ------ | --------------- | --------------------- | ----------------------- | ----------- |
| Srebro | Gaétan Boucher  | Łyżwiarstwo szybkie   | Bieg na 1000 m mężczyzn | 1:16,68 min |
| Brąz   | Steve Podborski | narciarstwo alpejskie | Bieg zjazdowy mężczyzn  | 1:46,62 min |

## Skład kadry

### Biegi narciarskie
Kobiety
| Zawodnik                                                    | Konkurencja       | czas       | Pozycja |
| ----------------------------------------------------------- | ----------------- | ---------- | ------- |
| Joan Groothuysen                                            | Bieg na 5 km      | 16:23,25   | 27.     |
| Shirley Firth                                               | Bieg na 5 km      | 16:23,40   | 28.     |
| Angela Schmidt                                              | Bieg na 5 km      | 16:28,87   | 29.     |
| Sharon Firth                                                | Bieg na 5 km      | 16:54,66   | 35.     |
| Angela Schmidt                                              | Bieg na 10 km     | 32:56,13   | 23.     |
| Shirley Firth                                               | Bieg na 10 km     | 32:56,87   | 24.     |
| Esther Miller                                               | Bieg na 10 km     | 33:29,03   | 33.     |
| Joan Groothuysen                                            | Bieg na 10 km     | 33:31,99   | 34.     |
| Angela Schmidt Shirley Firth Esther Miller Joan Groothuysen | Sztafeta 4 × 5 km | 1:07:45,75 | 8.      |

### Bobsleje
Mężczyźni
| Osada  | Zawodnik                                                | Konkurencja | Ślizg 1 | Ślizg 2 | Ślizg 3                            | Ślizg 4                            | Łącznie                            | Pozycja                            |
| ------ | ------------------------------------------------------- | ----------- | ------- | ------- | ---------------------------------- | ---------------------------------- | ---------------------------------- | ---------------------------------- |
| CAN-I  | Joey Kilburn Robert Wilson                              | Dwójki      | 1:04,07 | 1:04,27 | 1:03,96                            | 1:03,91                            | 4:16,13                            | 13.                                |
| CAN-II | Brian Vachon Serge Cantin                               | Dwójki      | 1:04,66 | 1:04,67 | 1:04,38                            | 1:05,05                            | 4:18,76                            | 20.                                |
| CAN-I  | Martin Glynn Alan MacLachlan Serge Cantin Robert Wilson | Czwórki     | 1:01,76 | 1:02,25 | Nie stanęli na starcie 3-go ślizgu | Nie stanęli na starcie 3-go ślizgu | Nie stanęli na starcie 3-go ślizgu | Nie stanęli na starcie 3-go ślizgu |

### Hokej na lodzie
Reprezentacja mężczyzn
| - Bob Dupuis - Paul Pageau - Warren Anderson - Brad Pirie - Randy Gregg - Tim Watters - Joe Grant - Donald Spring - Terry O’Malley - Ron Davidson |  | - Glenn Anderson - Kevin Maxwell - James Nill - John Devaney - Paul MacLean - Dan D'Alvise - Ken Berry - Dave Hindmarch - Kevin Primeau - Stelio Zupancich |

Reprezentacja Kanady brała udział w rozgrywkach grupy „czerwonej” turnieju olimpijskiego, w której zajęła trzecie miejsce i nie awansowała do rozgrywek grupy finałowej. W meczu o 5. miejsce reprezentacja Kanady uległa 1:6 reprezentacji Czechosłowacji, zajmując tym samym 6. miejsce.

#### Grupa Czerwona
| Drużyna   | M | Mecze | Mecze | Mecze | Bramki | Bramki | Bramki | Pkt |
| Drużyna   | M | W     | R     | P     | +      | -      | +/-    | Pkt |
| --------- | - | ----- | ----- | ----- | ------ | ------ | ------ | --- |
| ZSRR      | 5 | 5     | 0     | 0     | 51     | 11     | +40    | 10  |
| Finlandia | 5 | 3     | 0     | 2     | 26     | 18     | +12    | 6   |
| Kanada    | 5 | 3     | 0     | 2     | 28     | 12     | +16    | 6   |
| Polska    | 5 | 2     | 0     | 3     | 15     | 23     | -8     | 4   |
| Holandia  | 5 | 1     | 1     | 3     | 16     | 43     | -27    | 3   |
| Japonia   | 5 | 0     | 1     | 4     | 7      | 36     | -29    | 1   |

Wyniki
| 12 lutego 1980 | Holandia | 1:10 | Kanada | Olympic Fieldhouse |

| Godzina: 16:15 | C.de Graauw 01:56 | (1:2, 0:2, 0:6) | K.Primeau 04:04 K.Berry 11:40 D.D'Alvise 26:52 D.Hindmarch 35:02 G.Anderson 43:31 D.D'Alvise 44:14 J.Devaney 50:35 K.Berry 51:11 K.Berry 52:22 D.Hindmarch 58:11 | Sędzia główny: Lindgren |

| 14 lutego 1980 | Polska | 1:5 | Kanada | Olympic Fieldhouse |

| Godzina: 19:15 | W.Jobczyk 23:17 | (0:1, 1:2, 0:2) | S.Zupancich 03:17 T.Watters 30:56 K.Berry 32:06 J.Devaney 47:42 K.Primeau 53:29 | Sędzia główny: Josef Kompalla |

| 16 lutego 1980 | Kanada | 3:4 | Finlandia | Olympic Fieldhouse |

| Godzina: 23:00 | P.Maclean 14:22 G.Anderson 46:47 K.Primeau 57:09 | (1:2, 0:1, 2:1) | E.Peltonen 04:03 R.Leppanen 19:51 J.Koskilahti 37:07 S.Suoraniemi 56:55 | Sędzia główny: Lindgren |

| 18 lutego 1980 | Kanada | 6:0 | Japonia | Olympic Arena |

| Godzina: 15:15 | J.Devaney 09:36 K.Primeau 14:35 P.Maclean 23:17 R.Davidson 26:19 W.Anderson 41:27 D.Hindmarch 50:22 | (2:0, 2:0, 2:0) |  | Sędzia główny: Jim Neagles |

| 20 lutego 1980 | ZSRR | 6:4 | Kanada | Olympic Fieldhouse |

| Godzina: 19:30 | H.balderis 13:42 A.Kasatonow 39:47 B.michajłow 41:53 W.Golikow 42:05 B.Michajłow 48:41 W.Golikow 56:51 | (1:1, 1:2, 4:1) | J.Nill 01:35 R.Gregg 20:19 B.Pirie 22:38 D.D'Alvise 43:05 | Sędzia główny: Jim Neagles |

#### Mecz o 5. miejsce
| 22 lutego 1980 | Czechosłowacja | 6:1 | Kanada | Olympic Fieldhouse |

| Godzina: 15:45 | M. Fryčer 01:38 A. Šťastný 02:14 M. Šťastný 07:16 <r /> A. Šťastný 12:47 M. Šťastný 13:19 M. Šťastný 57:18 | (5:0, 0:1, 1:0) | J.Devaney 28:01 | Sędzia główny: Dombrowski |

### Łyżwiarstwo figurowe
| Zawodnik                       | Konkurencja     | Nota   | Pozycja |
| ------------------------------ | --------------- | ------ | ------- |
| Heather Kemkaran               | Solistki        | 164,64 | 15.     |
| Brian Pockar                   | Soliści         | 163,26 | 12.     |
| Barbara Underhill Paul Martini | Pary sportowe   | 129,36 | 9.      |
| Lorna Wighton John Dowding     | Tańce na lodzie | 193,80 | 6.      |

### Łyżwiarstwo szybkie
Mężczyźni
| Zawodnik         | Konkurencja   | Konkurencja   | Konkurencja    | Konkurencja    | Konkurencja    | Konkurencja    | Konkurencja    | Konkurencja    | Konkurencja      | Konkurencja      |
| Zawodnik         | Bieg na 500 m | Bieg na 500 m | Bieg na 1000 m | Bieg na 1000 m | Bieg na 1500 m | Bieg na 1500 m | Bieg na 5000 m | Bieg na 5000 m | Bieg na 10 000 m | Bieg na 10 000 m |
| Zawodnik         | Czas          | Miejsce       | Czas           | Miejsce        | Czas           | Miejsce        | Czas           | Miejsce        | Czas             | Miejsce          |
| ---------------- | ------------- | ------------- | -------------- | -------------- | -------------- | -------------- | -------------- | -------------- | ---------------- | ---------------- |
| Gaétan Boucher   | 38,90         | 8.            | 1:16,68        | srebro         | 2:00,15        | 15.            |                |                |                  |                  |
| Jacques Thibault | 40,11         | 26.           | 1:19,79        | 20.            | 2:06,79        | 27.            |                |                |                  |                  |
| Craig Webster    |               |               | 1:21,47        | 27.            | 2:02,41        | 23.            | 7:28,94        | 20.            |                  |                  |

Kobiety
| Zawodnik       | Konkurencja   | Konkurencja   | Konkurencja    | Konkurencja    | Konkurencja    | Konkurencja    | Konkurencja    | Konkurencja    |
| Zawodnik       | Bieg na 500 m | Bieg na 500 m | Bieg na 1000 m | Bieg na 1000 m | Bieg na 1500 m | Bieg na 1500 m | Bieg na 3000 m | Bieg na 3000 m |
| Zawodnik       | Czas          | Miejsce       | Czas           | Miejsce        | Czas           | Miejsce        | Czas           | Miejsce        |
| -------------- | ------------- | ------------- | -------------- | -------------- | -------------- | -------------- | -------------- | -------------- |
| Sylvia Burka   | 43,43         | 9.            | 1:27,50        | 7.             | 2:14,65        | 10.            | 4:44,22        | 12.            |
| Kathy Vogt     | 44,15         | 18.           | 1:30,33        | 24.            | 2:16,09        | 16.            |                |                |
| Sylvie Daigle  | 44,16         | 19.           |                |                |                |                |                |                |
| Brenda Webster |               |               | 1:29,84        | 19.            | 2:14,73        | 11.            | 4:43,67        | 11.            |
| Pat Durnin     |               |               |                |                |                |                | 4:58,42        | 23.            |

### Narciarstwo alpejskie
Mężczyźni
| Zawodniczka     | Konkurencja        | Konkurencja        |
| Zawodniczka     | Zjazd              | Zjazd              |
| Zawodniczka     | Czas               | Pozycja            |
| --------------- | ------------------ | ------------------ |
| Steve Podborski | 1:46,62            | brąz               |
| David Murray    | 1:47,95            | 10.                |
| David Irwin     | 1:48,12            | 11.                |
| Ken Read        | Nie ukończył biegu | Nie ukończył biegu |

Kobiety
| Zawodnik      | Konkurencja | Konkurencja | Konkurencja       | Konkurencja       | Konkurencja   | Konkurencja   | Konkurencja       | Konkurencja       | Konkurencja      | Konkurencja      |
| Zawodnik      | Zjazd       | Zjazd       | Slalom gigant     | Slalom gigant     | Slalom gigant | Slalom gigant | Slalom specjalny  | Slalom specjalny  | Slalom specjalny | Slalom specjalny |
| Zawodnik      | Czas        | Pozycja     | Czas 1. przejazdu | Czas 2. przejazdu | Czas łączny   | Pozycje       | Czas 1. przejazdu | Czas 2. przejazdu | Czas łączny      | Pozycja          |
| ------------- | ----------- | ----------- | ----------------- | ----------------- | ------------- | ------------- | ----------------- | ----------------- | ---------------- | ---------------- |
| Kathy Kreiner | 1:39,53     | 5.          | 1:17,19           | 1:28,56           | 2:45,75       | 9.            | 48,06             | 46,72             | 1:34,78          | 15.              |
| Laurie Graham | 1:40,74     | 11.         |                   |                   |               |               |                   |                   |                  |                  |
| Loni Klettl   | 1:40,95     | 13.         |                   |                   |               |               |                   |                   |                  |                  |

### Saneczkarstwo
Mężczyźni
| Zawodnik    | Konkurencja | Ślizg 1 | Ślizg 2 | Ślizg 3 | Ślizg 4 | Łącznie  | Pozycja |
| ----------- | ----------- | ------- | ------- | ------- | ------- | -------- | ------- |
| Bruce Smith | Jedynki     | 45,442  | 45,305  | 45,479  | 44,848  | 3:01,074 | 11.     |
| Mark Jensen | Jedynki     | 45,150  | 46,218  | 45,363  | 46,079  | 3:02,810 | 17.     |

Kobiety
| Zawodnik        | Konkurencja | Ślizg 1 | Ślizg 2 | Ślizg 3 | Ślizg 4 | Łącznie  | Pozycja |
| --------------- | ----------- | ------- | ------- | ------- | ------- | -------- | ------- |
| Carole Keyes    | Jedynki     | 40,616  | 40,658  | 41,567  | 41,058  | 2:43,899 | 18.     |
| Danielle Nadeau | Jedynki     | 40,782  | 40,968  | 41,770  | 41,101  | 2:44,621 | 22.     |

### Skoki narciarskie
Mężczyźni
| Konkurencja            | Skoczek       | Skok 1    | Skok 1 | Skok 2    | Skok 2 | Nota  | Pozycja |
| Konkurencja            | Skoczek       | odległość | Nota   | odległość | Nota   | Nota  | Pozycja |
| ---------------------- | ------------- | --------- | ------ | --------- | ------ | ----- | ------- |
| Skocznia normalna K-70 | Steve Collins | 81,0      | 111,8  | 72,0      | 95,9   | 207,7 | 28.     |
| Skocznia normalna K-70 | Tauno Käyhkö  | 78,5      | 108,8  | 71,5      | 96,6   | 205,4 | 30.     |
| Skocznia normalna K-70 | Horst Bulau   | 64,5      | 79,4   | 75,0      | 100,7  | 180,1 | 41.     |
| Skocznia duża K-90     | Steve Collins | 112,5     | 126,7  | 102,5     | 111,7  | 238,4 | 9.      |
| Skocznia duża K-90     | Tauno Käyhkö  | 98,0      | 104,4  | 97,5      | 104,2  | 208,6 | 26.     |
| Skocznia duża K-90     | Horst Bulau   | 100,5     | 106,9  | 95,0      | 98,2   | 205,1 | 29.     |